# Liga Profesional Femenina de Fútbol 2024 (Colombia)
La Liga Profesional Femenina 2024 (oficialmente y por motivos de patrocinio, Liga Femenina BetPlay Dimayor 2024) fue la 8a edición de la Liga Profesional Femenina de Fútbol de Colombia. El torneo se disputó del 16 de febrero al 16 de agosto.
La realización de esta temporada estuvo en vilo debido a que la División Mayor del Fútbol Colombiano esperaba un pronunciamiento de la Superintendencia de Industria y Comercio para tener garantías, debido a la investigación en curso contra Dimayor y los clubes por presunta cartelización e irregularidades en los contratos de las futbolistas en temporadas anteriores.
Deportivo Cali ganó su segundo título en la competición, derrotando a las campeonas defensoras Santa Fe en la final con victorias en los dos partidos de la serie y un marcador global de cuatro goles a uno, obteniendo ambas la clasificación para representar a Colombia en la Copa Libertadores Femenina 2024.

## Sistema de juego
|                                     |                                     | Sistema de juego | Cantidad de equipos | Fechas                       |
| ----------------------------------- | ----------------------------------- | --- | ------------------- | ---------------------------- |
| Fase I: Todos contra todos          | Fase I: Todos contra todos          | - Sistema de liga (solo partidos de ida) para un total de 15 jornadas, donde en cada fecha descansa un equipo. Avanzan los ocho primeros clubes a la siguiente ronda. | 15 equipos          | 16 de febrero al 10 de junio |
| Fase II: Cuadrangulares semifinales | Fase II: Cuadrangulares semifinales | - Dos grupos de cuatro equipos cada uno juegan partidos de ida y vuelta para un total de 6 jornadas. El ganador de cada grupo avanza a la Final.                      | 8 equipos           | 14 de junio al 7 de julio    |
| Fase III: Final                     | Fase III: Final                     | - Los 2 equipos vencedores de la fase anterior juegan la final en partidos de ida y vuelta por el campeonato.                                                         | 2 equipos           | 11 y 16 de agosto            |

El campeonato se disputó por tercera ocasión bajo el sistema de todos contra todos con los 15 equipos participantes, dando como resultado 15 fechas o 14 partidos a disputarse por cada equipo. Los ocho primeros de la tabla de posiciones avanzaron a la fase semifinal.
Una vez disputada la fase de todos contra todos, los ocho equipos clasificados jugaron los cuadrangulares semifinales, formato de la Categoría Primera A que por primera vez se disputó en la Liga Femenina.
Los finalistas del torneo clasificaron a la Copa Libertadores Femenina 2024.
Cada uno de los clubes pudo inscribir un máximo de 30 futbolistas, incluyendo a cuatro extranjeras.

## Equipos participantes
A pesar de la incertidumbre por la realización de la liga, varios clubes confirmaron su participación en 2024 antes de la oficialización del torneo.
Respecto a los clubes participantes de la temporada 2023 repitieron 12 clubes, ausentándose Atlético Bucaramanga, Atlético Huila, Boyacá Chicó y Deportes Tolima.
- Alianza F. C. disputó por primera vez la Liga Femenina, teniendo en cuenta que Alianza Petrolera solo participó en las temporadas 2017 y 2018. En esta temporada disputó sus partidos como local en el municipio de Yumbo (Valle del Cauca), debido al convenio firmado con el club Yumbo F. C.[10]
- Cortuluá Yumbo Industriales F. C. se convirtió en Internacional F. C.
- Cúcuta Deportivo regresó a la competencia. Su última participación había sido en la temporada 2019.
- Once Caldas había mostrado interés en participar, pero finalmente declinó a última hora.[11]
- Cabe señalar que por directriz de Conmebol, todos los clubes masculinos en competición internacional debieron presentar equipo profesional femenino,[12] por lo que Águilas Doradas debió asociarse con alguno de los participantes. De lo contrario, no podría jugar la Copa Libertadores 2024.[13] Por la misma razón, Deportes Tolima, que no presentó equipo femenino y cuyo equipo masculino clasificó a la Copa Sudamericana 2024, se asoció con Real Santander.[14]

### Datos de los clubes
| Equipo                 | Entrenador              | Ciudad          | Estadio                                            | Aforo         |
| ---------------------- | ----------------------- | --------------- | -------------------------------------------------- | ------------- |
| Alianza F. C.          | Foad Maziri             | Yumbo           | Municipal Raúl Miranda                             | 3500          |
| América de Cali        | Daniel Mejía            | Cali Palmira    | Olímpico Pascual Guerrero Francisco Rivera Escobar | 35 405 15 300 |
| Atlético Nacional      | Jorge Mario Barreneche  | Medellín        | Atanasio Girardot                                  | 44 410        |
| Cúcuta Deportivo       | Jhon Alexandre Ortega   | Cúcuta          | General Santander                                  | 42 901        |
| Deportivo Cali         | Jhon Alber Ortiz        | Palmira         | Deportivo Cali                                     | 44 000        |
| Deportivo Pasto        | Jairo Enríquez          | Pasto           | Departamental Libertad                             | 25 000        |
| Deportivo Pereira      | Jorge Enrique Patiño    | Pereira         | Hernán Ramírez Villegas                            | 30 290        |
| Independiente Medellín | Álvaro Ignacio Restrepo | Medellín Itagüí | Atanasio Girardot Metropolitano Ciudad de Itagüí   | 44 410 12 000 |
| Internacional F. C.    | Pedro Luis Alzate       | Palmira         | Francisco Rivera Escobar                           | 15 300        |
| Junior                 | Yinaris García          | Barranquilla    | Metropolitano Roberto Meléndez Romelio Martínez    | 46 692 8600   |
| La Equidad             | Albeiro Erazo           | Bogotá          | Metropolitano de Techo                             | 10 000        |
| Llaneros               | Daniel Briceño          | Yopal           | Santiago de las Atalayas                           | 10 000        |
| Millonarios            | Angie Vega              | Bogotá          | Nemesio Camacho El Campín                          | 36 343        |
| Real Santander         | Expencer Uribe          | Piedecuesta     | Villa Concha                                       | 5500          |
| Santa Fe               | Omar Ramírez            | Bogotá          | Nemesio Camacho El Campín                          | 36 343        |

#### Cambio de entrenadores
| Equipo          | Entrenador saliente | Fecha de salida         | Reemplazado por  | Fecha de llegada        |
| Pretemporada    | Pretemporada        | Pretemporada            | Pretemporada     | Pretemporada            |
| --------------- | ------------------- | ----------------------- | ---------------- | ----------------------- |
| Deportivo Cali  | Sergio Angulo       | 15 de noviembre de 2023 | Jhon Alber Ortiz | 15 de noviembre de 2023 |
| Millonarios     | Álvaro Anzola       | 30 de noviembre de 2023 | Angie Vega       | 28 de diciembre de 2023 |
| América de Cali | Carlos Hernández    | 2023                    | Daniel Mejía     | 12 de enero de 2024     |

### Localización
| Valle del Cauca    | 4 | Alianza F. C., América de Cali, Deportivo Cali e Internacional F. C. de Palmira | Alianza Real Santander Junior Medellín Bogotá Pereira Llaneros Internacional Cali Pasto Cúcuta Equipos de Bogotá: · Millonarios · Santa Fe · La Equidad Equipos de Medellín: · Atlético Nacional · Independiente Medellín Equipos de Cali: · América de Cali · Deportivo Cali |
| Bogotá, D. C.      | 3 | La Equidad, Millonarios y Santa Fe                                              | Alianza Real Santander Junior Medellín Bogotá Pereira Llaneros Internacional Cali Pasto Cúcuta Equipos de Bogotá: · Millonarios · Santa Fe · La Equidad Equipos de Medellín: · Atlético Nacional · Independiente Medellín Equipos de Cali: · América de Cali · Deportivo Cali |
| Antioquia          | 2 | Atlético Nacional e Independiente Medellín                                      | Alianza Real Santander Junior Medellín Bogotá Pereira Llaneros Internacional Cali Pasto Cúcuta Equipos de Bogotá: · Millonarios · Santa Fe · La Equidad Equipos de Medellín: · Atlético Nacional · Independiente Medellín Equipos de Cali: · América de Cali · Deportivo Cali |
| Atlántico          | 1 | Junior                                                                          | Alianza Real Santander Junior Medellín Bogotá Pereira Llaneros Internacional Cali Pasto Cúcuta Equipos de Bogotá: · Millonarios · Santa Fe · La Equidad Equipos de Medellín: · Atlético Nacional · Independiente Medellín Equipos de Cali: · América de Cali · Deportivo Cali |
| Nariño             | 1 | Deportivo Pasto                                                                 | Alianza Real Santander Junior Medellín Bogotá Pereira Llaneros Internacional Cali Pasto Cúcuta Equipos de Bogotá: · Millonarios · Santa Fe · La Equidad Equipos de Medellín: · Atlético Nacional · Independiente Medellín Equipos de Cali: · América de Cali · Deportivo Cali |
| Meta               | 1 | Llaneros                                                                        | Alianza Real Santander Junior Medellín Bogotá Pereira Llaneros Internacional Cali Pasto Cúcuta Equipos de Bogotá: · Millonarios · Santa Fe · La Equidad Equipos de Medellín: · Atlético Nacional · Independiente Medellín Equipos de Cali: · América de Cali · Deportivo Cali |
| Norte de Santander | 1 | Cúcuta Deportivo                                                                | Alianza Real Santander Junior Medellín Bogotá Pereira Llaneros Internacional Cali Pasto Cúcuta Equipos de Bogotá: · Millonarios · Santa Fe · La Equidad Equipos de Medellín: · Atlético Nacional · Independiente Medellín Equipos de Cali: · América de Cali · Deportivo Cali |
| Risaralda          | 1 | Deportivo Pereira                                                               | Alianza Real Santander Junior Medellín Bogotá Pereira Llaneros Internacional Cali Pasto Cúcuta Equipos de Bogotá: · Millonarios · Santa Fe · La Equidad Equipos de Medellín: · Atlético Nacional · Independiente Medellín Equipos de Cali: · América de Cali · Deportivo Cali |
| Santander          | 1 | Real Santander                                                                  | Alianza Real Santander Junior Medellín Bogotá Pereira Llaneros Internacional Cali Pasto Cúcuta Equipos de Bogotá: · Millonarios · Santa Fe · La Equidad Equipos de Medellín: · Atlético Nacional · Independiente Medellín Equipos de Cali: · América de Cali · Deportivo Cali |

## Todos contra todos

### Clasificación
| Pos. | Equipo                 | Pts. | PJ | G  | E | P  | GF | GC | Dif. | Clasificación a            |
| ---- | ---------------------- | ---- | -- | -- | - | -- | -- | -- | ---- | -------------------------- |
| 1    | Atlético Nacional      | 34   | 14 | 10 | 4 | 0  | 40 | 6  | +34  | Cuadrangulares semifinales |
| 2    | América de Cali        | 33   | 14 | 10 | 3 | 1  | 34 | 11 | +23  | Cuadrangulares semifinales |
| 3    | Santa Fe               | 27   | 14 | 8  | 3 | 3  | 17 | 13 | +4   | Cuadrangulares semifinales |
| 4    | Deportivo Cali         | 26   | 14 | 7  | 5 | 2  | 16 | 8  | +8   | Cuadrangulares semifinales |
| 5    | Millonarios            | 24   | 14 | 6  | 6 | 2  | 17 | 10 | +7   | Cuadrangulares semifinales |
| 6    | Alianza F. C.          | 22   | 14 | 6  | 4 | 4  | 13 | 14 | −1   | Cuadrangulares semifinales |
| 7    | Llaneros               | 20   | 14 | 6  | 2 | 6  | 11 | 15 | −4   | Cuadrangulares semifinales |
| 8    | Independiente Medellín | 19   | 14 | 5  | 4 | 5  | 22 | 16 | +6   | Cuadrangulares semifinales |
| 9    | La Equidad             | 19   | 14 | 5  | 4 | 5  | 23 | 19 | +4   |                            |
| 10   | Internacional          | 19   | 14 | 6  | 1 | 7  | 17 | 19 | −2   |                            |
| 11   | Deportivo Pasto        | 17   | 14 | 5  | 2 | 7  | 14 | 17 | −3   |                            |
| 12   | Cúcuta Deportivo       | 14   | 14 | 3  | 5 | 6  | 10 | 18 | −8   |                            |
| 13   | Deportivo Pereira      | 9    | 14 | 3  | 0 | 11 | 10 | 32 | −22  |                            |
| 14   | Real Santander         | 6    | 14 | 1  | 3 | 10 | 15 | 38 | −23  |                            |
| 15   | Junior                 | 2    | 14 | 0  | 2 | 12 | 9  | 32 | −23  |                            |

 Fuente: Dimayor

##### Evolución de la clasificación
| Atlético Nacional      | 10 | 6  | 4  | 3  | 2  | 2  | 2  | 2  | 2  | 2  | 1  | 1  | 2  | 2  | 1  |
| América de Cali        | 5  | 5  | 2  | 2  | 1  | 1  | 1  | 1  | 1  | 1  | 2  | 2  | 1  | 1  | 2  |
| Santa Fe               | 9  | 13 | 13 | 10 | 10 | 9  | 8  | 9  | 6  | 8  | 4  | 4  | 4  | 3  | 3  |
| Deportivo Cali         | 11 | 8  | 6  | 4  | 6  | 3  | 3  | 3  | 3  | 3  | 3  | 3  | 3  | 4  | 4  |
| Millonarios            | 8  | 10 | 11 | 8  | 7  | 4  | 5  | 6  | 8  | 5  | 5  | 5  | 5  | 5  | 5  |
| Alianza F. C.          | 4  | 9  | 7  | 9  | 8  | 8  | 7  | 4  | 5  | 6  | 8  | 8  | 8  | 6  | 6  |
| Llaneros               | 3  | 3  | 3  | 6  | 5  | 7  | 9  | 5  | 4  | 4  | 6  | 6  | 6  | 7  | 7  |
| Independiente Medellín | 7  | 4  | 1  | 1  | 3  | 5  | 4  | 8  | 9  | 7  | 7  | 7  | 7  | 8  | 8  |
| La Equidad             | 15 | 11 | 12 | 13 | 13 | 11 | 12 | 11 | 12 | 11 | 11 | 11 | 11 | 9  | 9  |
| Internacional          | 12 | 7  | 10 | 12 | 12 | 13 | 11 | 10 | 11 | 12 | 12 | 12 | 12 | 11 | 10 |
| Deportivo Pasto        | 2  | 1  | 5  | 7  | 9  | 10 | 10 | 12 | 10 | 10 | 10 | 10 | 9  | 10 | 11 |
| Cúcuta Deportivo       | 6  | 12 | 9  | 5  | 4  | 6  | 6  | 7  | 7  | 9  | 9  | 9  | 10 | 12 | 12 |
| Deportivo Pereira      | 14 | 15 | 15 | 14 | 14 | 15 | 14 | 14 | 14 | 13 | 13 | 13 | 13 | 14 | 13 |
| Real Santander         | 1  | 2  | 8  | 11 | 11 | 12 | 13 | 13 | 13 | 14 | 14 | 14 | 14 | 13 | 14 |
| Junior                 | 13 | 14 | 14 | 15 | 15 | 14 | 15 | 15 | 15 | 15 | 15 | 15 | 15 | 15 | 15 |

### Resultados
- La hora de cada encuentro corresponde al huso horario que rige a Colombia (UTC-5)

| Millonarios              | 0 : 0 | Independiente Medellín | Nemesio Camacho El Campín      | 16 de febrero | 15:30 | Win Sports         |
| Deportivo Pereira        | 0 : 2 | Deportivo Pasto        | Hernán Ramírez Villegas        | 18 de febrero | 15:30 | YouTube Win Sports |
| Llaneros                 | 2 : 0 | La Equidad             | Santiago de las Atalayas       | 18 de febrero | 15:30 | YouTube Win Sports |
| Alianza F. C.            | 1 : 0 | Deportivo Cali         | Municipal Raúl Miranda         | 18 de febrero | 16:00 | YouTube Win Sports |
| Junior                   | 1 : 3 | Real Santander         | Metropolitano Roberto Meléndez | 18 de febrero | 16:00 | YouTube Win Sports |
| Cúcuta Deportivo         | 0 : 0 | Santa Fe               | General Santander              | 18 de febrero | 16:00 | YouTube Win Sports |
| América de Cali          | 1 : 0 | Internacional          | Olímpico Pascual Guerrero      | 18 de febrero | 17:00 | YouTube Win Sports |
| Libre: Atlético Nacional |       |                        |                                |               |       |                    |

| Santa Fe               | 0 : 4 | Atlético Nacional | Nemesio Camacho El Campín      | 21 de febrero | 17:00 | Win Sports         |
| Deportivo Pasto        | 1 : 0 | Junior            | Departamental Libertad         | 23 de febrero | 17:20 | YouTube Win Sports |
| Deportivo Cali         | 2 : 0 | Deportivo Pereira | Deportivo Cali                 | 24 de febrero | 16:00 | YouTube Win Sports |
| La Equidad             | 1 : 1 | América de Cali   | Metropolitano de Techo         | 24 de febrero | 17:00 | YouTube Win Sports |
| Independiente Medellín | 2 : 0 | Alianza F. C.     | Metropolitano Ciudad de Itagüí | 24 de febrero | 20:00 | YouTube Win Sports |
| Real Santander         | 1 : 1 | Llaneros          | Villa Concha                   | 25 de febrero | 15:30 | YouTube Win Sports |
| Internacional          | 3 : 0 | Cúcuta Deportivo  | Francisco Rivera Escobar       | 25 de febrero | 16:00 | YouTube Win Sports |
| Libre: Millonarios     |       |                   |                                |               |       |                    |

| Deportivo Pereira | 1 : 4 | Independiente Medellín | Hernán Ramírez Villegas   | 8 de marzo | 16:00 | YouTube Win Sports |
| América de Cali   | 4 : 0 | Real Santander         | Olímpico Pascual Guerrero | 9 de marzo | 15:30 | Win Sports         |
| Cúcuta Deportivo  | 1 : 0 | La Equidad             | General Santander         | 9 de marzo | 15:30 | YouTube Win Sports |
| Alianza F. C.     | 1 : 1 | Millonarios            | Municipal Raúl Miranda    | 9 de marzo | 15:30 | YouTube Win Sports |
| Llaneros          | 1 : 0 | Deportivo Pasto        | Santiago de las Atalayas  | 9 de marzo | 15:30 | YouTube Win Sports |
| Junior            | 0 : 1 | Deportivo Cali         | Romelio Martínez          | 9 de marzo | 16:00 | YouTube Win Sports |
| Atlético Nacional | 1 : 0 | Internacional          | Atanasio Girardot         | 9 de marzo | 16:00 | YouTube Win Sports |
| Libre: Santa Fe   |       |                        |                           |            |       |                    |

| La Equidad             | 0 : 1 | Atlético Nacional | Metropolitano de Techo   | 16 de marzo | 16:00 | YouTube Win Sports |
| Independiente Medellín | 4 : 0 | Junior            | Atanasio Girardot        | 16 de marzo | 17:00 | Win Sports         |
| Real Santander         | 0 : 3 | Cúcuta Deportivo  | Villa Concha             | 17 de marzo | 15:30 | YouTube Win Sports |
| Millonarios            | 1 : 0 | Deportivo Pereira | Metropolitano de Techo   | 17 de marzo | 16:00 | YouTube Win Sports |
| Deportivo Pasto        | 0 : 3 | América de Cali   | Departamental Libertad   | 17 de marzo | 16:00 | YouTube Win Sports |
| Deportivo Cali         | 3 : 0 | Llaneros          | Deportivo Cali           | 17 de marzo | 19:30 | YouTube Win Sports |
| Internacional          | 1 : 3 | Santa Fe          | Francisco Rivera Escobar | 18 de marzo | 16:00 | YouTube Win Sports |
| Libre: Alianza F. C.   |       |                   |                          |             |       |                    |

| Atlético Nacional    | 8 : 0 | Real Santander         | Atanasio Girardot         | 23 de marzo | 16:00 | YouTube Win Sports |
| Junior               | 0 : 3 | Millonarios            | Romelio Martínez          | 23 de marzo | 16:00 | YouTube Win Sports |
| Cúcuta Deportivo     | 2 : 1 | Deportivo Pasto        | General Santander         | 23 de marzo | 16:00 | YouTube Win Sports |
| Llaneros             | 1 : 0 | Independiente Medellín | Santiago de las Atalayas  | 23 de marzo | 16:00 | YouTube Win Sports |
| América de Cali      | 2 : 1 | Deportivo Cali         | Olímpico Pascual Guerrero | 23 de marzo | 17:30 | Win Sports         |
| Deportivo Pereira    | 0 : 1 | Alianza F. C.          | Hernán Ramírez Villegas   | 24 de marzo | 16:00 | YouTube Win Sports |
| Santa Fe             | 0 : 0 | La Equidad             | Nemesio Camacho El Campín | 31 de marzo | 11:00 | YouTube Win Sports |
| Libre: Internacional |       |                        |                           |             |       |                    |

| Deportivo Cali           | 1 : 0 | Cúcuta Deportivo  | Deportivo Cali                 | 4 de abril | 16:00 | YouTube Win Sports |
| Deportivo Pasto          | 1 : 1 | Atlético Nacional | Departamental Libertad         | 6 de abril | 14:00 | YouTube Win Sports |
| Millonarios              | 3 : 0 | Llaneros          | Metropolitano de Techo         | 6 de abril | 15:00 | YouTube Win Sports |
| Alianza F. C.            | 0 : 0 | Junior            | Municipal Raúl Miranda         | 6 de abril | 16:00 | YouTube Win Sports |
| Independiente Medellín   | 2 : 3 | América de Cali   | Metropolitano Ciudad de Itagüí | 6 de abril | 18:10 | Win Sports         |
| Real Santander           | 1 : 2 | Santa Fe          | Villa Concha                   | 6 de abril | 19:30 | YouTube Win Sports |
| La Equidad               | 4 : 0 | Internacional     | Metropolitano de Techo         | 7 de abril | 17:15 | YouTube Win Sports |
| Libre: Deportivo Pereira |       |                   |                                |            |       |                    |

| Internacional     | 3 : 2 | Real Santander         | Deportivo Cali            | 10 de abril | 15:45 | YouTube Win Sports |
| Santa Fe          | 1 : 0 | Deportivo Pasto        | Nemesio Camacho El Campín | 13 de abril | 13:00 | YouTube Win Sports |
| Junior            | 0 : 1 | Deportivo Pereira      | Romelio Martínez          | 13 de abril | 16:00 | YouTube Win Sports |
| Cúcuta Deportivo  | 0 : 0 | Independiente Medellín | General Santander         | 13 de abril | 16:00 | YouTube Win Sports |
| América de Cali   | 1 : 0 | Millonarios            | Olímpico Pascual Guerrero | 13 de abril | 19:00 | YouTube Win Sports |
| Atlético Nacional | 1 : 1 | Deportivo Cali         | Atanasio Girardot         | 13 de abril | 19:00 | Win Sports         |
| Llaneros          | 0 : 1 | Alianza F. C.          | Santiago de las Atalayas  | 14 de abril | 16:00 | YouTube Win Sports |
| Libre: La Equidad |       |                        |                           |             |       |                    |

| Deportivo Cali         | 1 : 0 | Santa Fe          | Deportivo Cali                 | 20 de abril | 15:30 | YouTube Win Sports |
| Real Santander         | 1 : 3 | La Equidad        | Villa Concha                   | 20 de abril | 16:00 | YouTube Win Sports |
| Millonarios            | 1 : 1 | Cúcuta Deportivo  | Nemesio Camacho El Campín      | 20 de abril | 18:00 | YouTube Win Sports |
| Deportivo Pereira      | 1 : 2 | Llaneros          | Hernán Ramírez Villegas        | 20 de abril | 18:30 | Win Sports         |
| Alianza F. C.          | 1 : 0 | América de Cali   | Municipal Raúl Miranda         | 21 de abril | 16:00 | YouTube Win Sports |
| Deportivo Pasto        | 2 : 3 | Internacional     | Departamental Libertad         | 22 de abril | 17:00 | YouTube Win Sports |
| Independiente Medellín | 3 : 4 | Atlético Nacional | Metropolitano Ciudad de Itagüí | 22 de abril | 19:00 | YouTube Win Sports |
| Libre: Junior          |       |                   |                                |             |       |                    |

| Santa Fe              | 2 : 0 | Independiente Medellín | Nemesio Camacho El Campín | 27 de abril | 13:00 | YouTube Win Sports |
| Atlético Nacional     | 4 : 0 | Millonarios            | Atanasio Girardot         | 27 de abril | 15:30 | Win Sports         |
| Internacional         | 1 : 2 | Deportivo Cali         | Francisco Rivera Escobar  | 27 de abril | 15:30 | YouTube Win Sports |
| Llaneros              | 3 : 0 | Junior                 | Santiago de las Atalayas  | 27 de abril | 16:00 | YouTube Win Sports |
| América de Cali       | 5 : 0 | Deportivo Pereira      | Olímpico Pascual Guerrero | 27 de abril | 16:00 | YouTube Win Sports |
| Cúcuta Deportivo      | 0 : 0 | Alianza F. C.          | General Santander         | 28 de abril | 16:00 | YouTube Win Sports |
| La Equidad            | 1 : 2 | Deportivo Pasto        | Metropolitano de Techo    | 28 de abril | 20:00 | YouTube Win Sports |
| Libre: Real Santander |       |                        |                           |             |       |                    |

| Millonarios            | 1 : 0 | Santa Fe          | Nemesio Camacho El Campín      | 3 de mayo | 19:00 | Win Sports         |
| Deportivo Pasto        | 2 : 0 | Real Santander    | Departamental Libertad         | 4 de mayo | 15:30 | YouTube Win Sports |
| Deportivo Cali         | 1 : 1 | La Equidad        | Deportivo Cali                 | 4 de mayo | 15:30 | YouTube Win Sports |
| Junior                 | 2 : 6 | América de Cali   | Romelio Martínez               | 4 de mayo | 17:00 | YouTube Win Sports |
| Alianza F. C.          | 0 : 2 | Atlético Nacional | Municipal Raúl Miranda         | 5 de mayo | 16:00 | YouTube Win Sports |
| Deportivo Pereira      | 2 : 1 | Cúcuta Deportivo  | Hernán Ramírez Villegas        | 5 de mayo | 16:00 | YouTube Win Sports |
| Independiente Medellín | 2 : 1 | Internacional     | Metropolitano Ciudad de Itagüí | 5 de mayo | 17:00 | YouTube Win Sports |
| Libre: Llaneros        |       |                   |                                |           |       |                    |

| Internacional          | 0 : 0        | Millonarios            | Francisco Rivera Escobar  | 10 de mayo | 15:30 | YouTube Win Sports |
| Atlético Nacional      | 6 : 0        | Deportivo Pereira      | Atanasio Girardot         | 11 de mayo | 16:00 | YouTube Win Sports |
| América de Cali        | 3 : 0 (W.O.) | Llaneros               | Olímpico Pascual Guerrero | 11 de mayo | 17:00 | YouTube Win Sports |
| Real Santander         | 1 : 1        | Deportivo Cali         | Villa Concha              | 12 de mayo | 19:30 | YouTube Win Sports |
| La Equidad             | 1 : 1        | Independiente Medellín | Metropolitano de Techo    | 12 de mayo | 20:00 | YouTube Win Sports |
| Cúcuta Deportivo       | 1 : 1        | Junior                 | General Santander         | 13 de mayo | 15:30 | YouTube Win Sports |
| Santa Fe               | 1 : 0        | Alianza F. C.          | Nemesio Camacho El Campín | 15 de mayo | 15:00 | Win Sports         |
| Libre: Deportivo Pasto |              |                        |                           |            |       |                    |

| Llaneros               | 1 : 0 | Cúcuta Deportivo  | Santiago de las Atalayas       | 18 de mayo | 15:00 | YouTube Win Sports |
| Junior                 | 0 : 1 | Atlético Nacional | Romelio Martínez               | 18 de mayo | 15:30 | YouTube Win Sports |
| Independiente Medellín | 3 : 1 | Real Santander    | Metropolitano Ciudad de Itagüí | 18 de mayo | 15:30 | YouTube Win Sports |
| Deportivo Pereira      | 1 : 2 | Santa Fe          | Hernán Ramírez Villegas        | 19 de mayo | 15:00 | YouTube Win Sports |
| Alianza F. C.          | 1 : 0 | Internacional     | Municipal Raúl Miranda         | 20 de mayo | 15:30 | YouTube Win Sports |
| Millonarios            | 3 : 1 | La Equidad        | Nemesio Camacho El Campín      | 20 de mayo | 16:00 | YouTube Win Sports |
| Deportivo Cali         | 1 : 0 | Deportivo Pasto   | Deportivo Cali                 | 20 de mayo | 18:00 | Win Sports         |
| Libre: América de Cali |       |                   |                                |            |       |                    |

| Atlético Nacional     | 0 : 0 | Llaneros               | Atanasio Girardot         | 25 de mayo | 14:00 | YouTube Win Sports |
| Cúcuta Deportivo      | 1 : 2 | América de Cali        | General Santander         | 25 de mayo | 15:30 | YouTube Win Sports |
| Real Santander        | 2 : 2 | Millonarios            | Villa Concha              | 25 de mayo | 15:30 | YouTube Win Sports |
| La Equidad            | 4 : 2 | Alianza F. C.          | Metropolitano de Techo    | 26 de mayo | 14:00 | Win Sports         |
| Santa Fe              | 3 : 2 | Junior                 | Nemesio Camacho El Campín | 26 de mayo | 15:00 | YouTube Win Sports |
| Internacional         | 2 : 1 | Deportivo Pereira      | Francisco Rivera Escobar  | 26 de mayo | 15:30 | YouTube Win Sports |
| Deportivo Pasto       | 1 : 0 | Independiente Medellín | Departamental Libertad    | 29 de mayo | 15:30 | YouTube Win Sports |
| Libre: Deportivo Cali |       |                        |                           |            |       |                    |

| Llaneros                | 0 : 1 | Santa Fe          | Santiago de las Atalayas       | 2 de junio | 15:00 | YouTube Win Sports |
| Alianza F. C.           | 3 : 2 | Real Santander    | Municipal Raúl Miranda         | 2 de junio | 15:30 | YouTube Win Sports |
| Junior                  | 0 : 1 | Internacional     | Romelio Martínez               | 2 de junio | 17:00 | YouTube Win Sports |
| Deportivo Pereira       | 1 : 3 | La Equidad        | Hernán Ramírez Villegas        | 4 de junio | 15:30 | YouTube Win Sports |
| Millonarios             | 2 : 0 | Deportivo Pasto   | Nemesio Camacho El Campín      | 6 de junio | 15:00 | YouTube Win Sports |
| Independiente Medellín  | 1 : 1 | Deportivo Cali    | Metropolitano Ciudad de Itagüí | 6 de junio | 18:00 | Win Sports         |
| América de Cali         | 1 : 1 | Atlético Nacional | Francisco Rivera Escobar       | 7 de junio | 16:00 | YouTube Win Sports |
| Libre: Cúcuta Deportivo |       |                   |                                |            |       |                    |

| Real Santander                | 1 : 2 | Deportivo Pereira | Villa Concha              | 8 de junio  | 10:00 | Win Sports Online              |
| Santa Fe                      | 2 : 2 | América de Cali   | Nemesio Camacho El Campín | 10 de junio | 15:00 | Win Sports+                    |
| Atlético Nacional             | 6 : 0 | Cúcuta Deportivo  | Atanasio Girardot         | 10 de junio | 15:00 | Win Sports y Win Sports Online |
| Deportivo Cali                | 0 : 0 | Millonarios       | Deportivo Cali            | 10 de junio | 15:00 | Win Sports y Win Sports Online |
| Deportivo Pasto               | 2 : 2 | Alianza F. C.     | Departamental Libertad    | 10 de junio | 15:00 | Win Sports y Win Sports Online |
| Internacional                 | 2 : 0 | Llaneros          | Francisco Rivera Escobar  | 10 de junio | 15:00 | Win Sports y Win Sports Online |
| La Equidad                    | 4 : 3 | Junior            | Metropolitano de Techo    | 10 de junio | 15:00 | Win Sports y Win Sports Online |
| Libre: Independiente Medellín |       |                   |                           |             |       |                                |

1. ↑  El partido entre América de Cali y Deportivo Pereira por la fecha 9 programado para el 27 de abril a las 16:00 horas tuvo un retraso de una hora y 40 minutos por fuerte lluvia y tormenta eléctrica, iniciando a las 17:40 horas.
2. ↑  El partido entre América de Cali y Llaneros por la fecha 11 fue suspendido al minuto 75 con el marcador parcial 1:0 y finalizado por retiro de las jugadoras del club Llaneros del campo de juego.[23] Por lo anterior, la Comisión Disciplinaria del campeonato sancionó a Llaneros con pérdida del partido por «retirada o renuncia» y un marcador final de 3:0.[24]

## Cuadrangulares semifinales
- La hora de cada encuentro corresponde al huso horario que rige a Colombia (UTC-5).

Al finalizar la primera fase del campeonato —también denominada «Todos contra todos»—, los ocho equipos con mayor puntaje disputaron la segunda fase, los cuadrangulares semifinales, cuyo sorteo se llevó a cabo el 10 de junio a las 19:15.
Para los cuadrangulares los ocho equipos clasificados se dividieron en dos grupos previamente sorteados de igual número de participantes, de manera que los equipos que ocuparon el primer y segundo puesto en la fase de todos contra todos fueron sembrados como cabezas de serie del Grupo A y Grupo B, respectivamente. Los otros seis clasificados fueron debidamente sorteados y se emparejaron de la siguiente manera: el tercero con el cuarto, el quinto con el sexto y el séptimo con el octavo, donde el equipo de cada emparejamiento con la mejor posición fue sorteado en un grupo y sembró a su pareja en el otro grupo.
Tras tener cada grupo formado con sus cuatro equipos participantes, se llevaron a cabo enfrentamientos con el formato todos contra todos, a ida y vuelta, dando como resultado seis fechas en disputa. Los equipos ganadores de cada grupo al final de las seis fechas, obtuvieron el cupo a la final del torneo.
En esta fase, los equipos cabeza de serie (Atlético Nacional y América de Cali) tuvieron ventaja deportiva sobre sus rivales de grupo dado que en caso de un empate en puntos, la posición sería decidida a favor del equipo cabeza de serie por haber ocupado la mejor posición en la fase todos contra todos.
|  |                                     |
|  | Clasificados a la final del torneo. |
|  | Eliminados.                         |

### Grupo A
| Pos. | Equipo                 | Pts. | PJ | G | E | P | GF | GC | Dif. |  |
| ---- | ---------------------- | ---- | -- | - | - | - | -- | -- | ---- |  |
| 1    | Santa Fe               | 13   | 6  | 4 | 1 | 1 | 11 | 7  | +4   |  |
| 2    | Atlético Nacional      | 9    | 6  | 2 | 3 | 1 | 9  | 7  | +2   |  |
| 3    | Alianza F. C.          | 7    | 6  | 2 | 1 | 3 | 8  | 9  | −1   |  |
| 4    | Independiente Medellín | 4    | 6  | 1 | 1 | 4 | 7  | 12 | −5   |  |

| Equipo / Jornada       | 1 | 2 | 3 | 4 | 5 | 6 |
| ---------------------- | - | - | - | - | - | - |
| Santa Fe               | 3 | 1 | 1 | 1 | 1 | 1 |
| Atlético Nacional      | 2 | 3 | 3 | 3 | 3 | 2 |
| Alianza F. C.          | 1 | 2 | 2 | 2 | 2 | 3 |
| Independiente Medellín | 4 | 4 | 4 | 4 | 4 | 4 |

| Primera | Santa Fe               | 1 : 1 | Atlético Nacional      | Metropolitano de Techo          | 14 de junio | 15:30 | YouTube Win Sports y Señal Colombia |
| Primera | Independiente Medellín | 0 : 2 | Alianza F. C.          | Metropolitano Ciudad de Itagüí  | 15 de junio | 14:00 | YouTube Win Sports y Señal Colombia |
| Segunda | Atlético Nacional      | 2 : 2 | Independiente Medellín | Atanasio Girardot               | 18 de junio | 19:00 | Win Sports                          |
| Segunda | Alianza F. C.          | 2 : 3 | Santa Fe               | Municipal Raúl Miranda          | 19 de junio | 15:30 | YouTube Win Sports                  |
| Tercera | Alianza F. C.          | 2 : 1 | Atlético Nacional      | Municipal Raúl Miranda          | 22 de junio | 15:00 | YouTube Win Sports y Señal Colombia |
| Tercera | Independiente Medellín | 1 : 2 | Santa Fe               | Metropolitano Ciudad de Itagüí  | 22 de junio | 17:00 | Win Sports                          |
| Cuarta  | Santa Fe               | 3 : 1 | Independiente Medellín | Villa Olímpica de Chía          | 29 de junio | 14:00 | YouTube Win Sports                  |
| Cuarta  | Atlético Nacional      | 1 : 1 | Alianza F. C.          | Atanasio Girardot               | 29 de junio | 18:10 | YouTube Win Sports y Señal Colombia |
| Quinta  | Santa Fe               | 2 : 0 | Alianza F. C.          | Villa Olímpica de Chía          | 3 de julio  | 15:00 | Win Sports                          |
| Quinta  | Independiente Medellín | 1 : 2 | Atlético Nacional      | Carlos Alberto Bernal (La Ceja) | 3 de julio  | 15:00 | YouTube Win Sports                  |
| Sexta   | Alianza F. C.          | 1 : 2 | Independiente Medellín | Municipal Raúl Miranda          | 7 de julio  | 11:00 | YouTube Win Sports                  |
| Sexta   | Atlético Nacional      | 2 : 0 | Santa Fe               | Atanasio Girardot               | 7 de julio  | 17:00 | YouTube Win Sports y Señal Colombia |

### Grupo B
| Pos. | Equipo          | Pts. | PJ | G | E | P | GF | GC | Dif. |  |
| ---- | --------------- | ---- | -- | - | - | - | -- | -- | ---- |  |
| 1    | Deportivo Cali  | 12   | 6  | 4 | 0 | 2 | 9  | 5  | +4   |  |
| 2    | Millonarios     | 12   | 6  | 4 | 0 | 2 | 11 | 8  | +3   |  |
| 3    | América de Cali | 9    | 6  | 3 | 0 | 3 | 8  | 8  | 0    |  |
| 4    | Llaneros        | 3    | 6  | 1 | 0 | 5 | 6  | 13 | −7   |  |

| Equipo / Jornada | 1 | 2 | 3 | 4 | 5 | 6 |
| ---------------- | - | - | - | - | - | - |
| Deportivo Cali   | 2 | 2 | 2 | 2 | 2 | 1 |
| Millonarios      | 3 | 3 | 3 | 3 | 3 | 2 |
| América de Cali  | 1 | 1 | 1 | 1 | 1 | 3 |
| Llaneros         | 4 | 4 | 4 | 4 | 4 | 4 |

| Primera | Deportivo Cali  | 3 : 1 | Llaneros        | Deportivo Cali               | 15 de junio | 14:00 | YouTube Win Sports                  |
| Primera | Millonarios     | 0 : 1 | América de Cali | Nemesio Camacho El Campín    | 16 de junio | 18:00 | Win Sports                          |
| Segunda | Llaneros        | 2 : 3 | Millonarios     | Santiago de las Atalayas     | 20 de junio | 14:00 | YouTube Win Sports y Señal Colombia |
| Segunda | América de Cali | 2 : 1 | Deportivo Cali  | Francisco Rivera Escobar     | 20 de junio | 16:00 | YouTube Win Sports y Señal Colombia |
| Tercera | Llaneros        | 1 : 0 | América de Cali | Santiago de las Atalayas     | 23 de junio | 15:00 | YouTube Win Sports                  |
| Tercera | Deportivo Cali  | 2 : 1 | Millonarios     | Deportivo Cali               | 23 de junio | 17:00 | YouTube Win Sports y Señal Colombia |
| Cuarta  | América de Cali | 3 : 1 | Llaneros        | Francisco Rivera Escobar     | 29 de junio | 16:00 | YouTube Win Sports y Señal Colombia |
| Cuarta  | Millonarios     | 1 : 0 | Deportivo Cali  | Parque Estadio Olaya Herrera | 30 de junio | 16:00 | Win Sports                          |
| Quinta  | Millonarios     | 3 : 1 | Llaneros        | Parque Estadio Olaya Herrera | 4 de julio  | 15:00 | YouTube Win Sports y Señal Colombia |
| Quinta  | Deportivo Cali  | 2 : 0 | América de Cali | Deportivo Cali               | 4 de julio  | 17:05 | YouTube Win Sports y Señal Colombia |
| Sexta   | Llaneros        | 0 : 1 | Deportivo Cali  | Santiago de las Atalayas     | 7 de julio  | 15:00 | YouTube Win Sports y Señal Colombia |
| Sexta   | América de Cali | 2 : 3 | Millonarios     | Francisco Rivera Escobar     | 7 de julio  | 15:00 | Win Sports                          |

## Final
- La hora de cada encuentro corresponde al huso horario que rige a Colombia (UTC-5).

| 11 de agosto de 2024 | Deportivo Cali                  | 2:1 (1:0) | Santa Fe   | Estadio Deportivo Cali, Palmira                                                |                                                                                |
| 15:30                | - Pérez 44' (a.g.) - Guerra 68' | Reporte   | Torres 54' | Asistencia: 11 466 espectadores Árbitro(s): Mariana Quintero VAR: Karen Lozano | Asistencia: 11 466 espectadores Árbitro(s): Mariana Quintero VAR: Karen Lozano |

| 16 de agosto de 2024 | Santa Fe | 0:2 (0:2) | Deportivo Cali  | Estadio El Campín, Bogotá                                                            |                                                                                      |
| 19:30                |          | Reporte   | Paví 12', 45+2' | Asistencia: 18 923 espectadores Árbitro(s): Danna Victorino VAR: María Victoria Daza | Asistencia: 18 923 espectadores Árbitro(s): Danna Victorino VAR: María Victoria Daza |

|                                   |
| Bandera de Colombia               |
| Campeón Deportivo Cali 2.º título |

## Tabla de reclasificación
| Pos. | Equipo                 | Pts. | PJ | G  | E | P  | GF | GC | Dif. | Clasificación a            |
| ---- | ---------------------- | ---- | -- | -- | - | -- | -- | -- | ---- | -------------------------- |
| 1    | Deportivo Cali         | 44   | 22 | 13 | 5 | 4  | 29 | 14 | +15  | Copa Libertadores Femenina |
| 2    | Atlético Nacional      | 43   | 20 | 12 | 7 | 1  | 49 | 13 | +36  |                            |
| 3    | América de Cali        | 42   | 20 | 13 | 3 | 4  | 42 | 19 | +23  |                            |
| 4    | Santa Fe               | 40   | 22 | 12 | 4 | 6  | 29 | 24 | +5   | Copa Libertadores Femenina |
| 5    | Millonarios            | 36   | 20 | 10 | 6 | 4  | 28 | 18 | +10  |                            |
| 6    | Alianza F. C.          | 29   | 20 | 8  | 5 | 7  | 21 | 23 | −2   |                            |
| 7    | Independiente Medellín | 23   | 20 | 6  | 5 | 9  | 29 | 28 | +1   |                            |
| 8    | Llaneros               | 23   | 20 | 7  | 2 | 11 | 17 | 28 | −11  |                            |
| 9    | La Equidad             | 19   | 14 | 5  | 4 | 5  | 23 | 19 | +4   |                            |
| 10   | Internacional          | 19   | 14 | 6  | 1 | 7  | 17 | 19 | −2   |                            |
| 11   | Deportivo Pasto        | 17   | 14 | 5  | 2 | 7  | 14 | 17 | −3   |                            |
| 12   | Cúcuta Deportivo       | 14   | 14 | 3  | 5 | 6  | 10 | 18 | −8   |                            |
| 13   | Deportivo Pereira      | 9    | 14 | 3  | 0 | 11 | 10 | 32 | −22  |                            |
| 14   | Real Santander         | 6    | 14 | 1  | 3 | 10 | 15 | 38 | −23  |                            |
| 15   | Junior                 | 2    | 14 | 0  | 2 | 12 | 9  | 32 | −23  |                            |

 Fuente: Dimayor

## Estadísticas

### Goleadoras
| Jugadora            | Equipo            | Goles | PJ | Media |
| ------------------- | ----------------- | ----- | -- | ----- |
| Marcela Restrepo    | Atlético Nacional | 10    | 18 | 0.56  |
| Estefanía González  | Ind. Medellín     | 10    | 20 | 0.5   |
| Karla Torres        | Santa Fe          | 9     | 14 | 0.64  |
| Tatiana Ariza       | Millonarios       | 9     | 17 | 0.53  |
| María Paula Córdoba | América de Cali   | 9     | 19 | 0.47  |
| Yisela Cuesta       | Atlético Nacional | 9     | 19 | 0.47  |
| Sandra Ibargüen     | Deportivo Pasto   | 6     | 12 | 0.5   |
| Yoreli Rincón       | Atlético Nacional | 6     | 17 | 0.35  |
| Wendis Cabrera      | La Equidad        | 5     | 11 | 0.45  |
| Gisela Robledo      | América de Cali   | 5     | 13 | 0.38  |

Fuente: Dimayor

### Tripletes o más
| 22 de abril | Marcela Restrepo | 5' 10' 65'         | Independiente Medellín | 3:4 | Atlético Nacional | [ 26 ] |
| 27 de abril | Marcela Restrepo | 41' (pen.) 52' 85' | Atlético Nacional      | 4:0 | Millonarios       | [ 27 ] |
| 4 de mayo   | Gisela Robledo   | 25' 43' 77'        | Junior                 | 2:6 | América de Cali   | [ 28 ] |

| 23 de marzo | Yisela Cuesta | 11' 16' 36' 43' | Atlético Nacional | 8:0 | Real Santander | [ 29 ] |

## Clasificación a torneos internacionales
| Clasificado como | Copa Libertadores Femenina 2024 |
| ---------------- | ------------------------------- |
| Colombia 1       | Deportivo Cali                  |
| Colombia 2       | Santa Fe                        |